# .gn
.gn és el domini territorial de primer nivell (ccTLD) de Guinea.
Els .gn han de ser registrats amb un contacte local.

## Dominis de segon nivell
- .com.gn: Comercial
- .ac.gn: Acadèmic
- .gov.gn: Governamental
- .org.gn: Organitzacions sense ànim de lucre
- .net.gn: Xarxes